# Andreas Struck
Andreas Struck (* 1965 in Köln) ist ein deutscher Regisseur und Drehbuchautor.
Bevor er sich dem Theater und Film zuwandte, studierte Andreas Struck Vergleichende Literaturwissenschaften in Bonn und Berlin. 1987 schrieb er sein erstes Bühnenstück und arbeitete später als Regieassistent mit Hans Neuenfels am Hamburger Schauspielhaus und am Wiener Burgtheater und mit Derek Jarman an EDWARD II und WITTGENSTEIN. Sein erster Spielfilm „Chill Out“ von 1999 hatte in der Sektion Panorama der Internationalen Filmfestspiele von Berlin Premiere und wurde weltweit auf Festivals gezeigt. Für seinen zweiten Spielfilm „Sugar Orange“ bekam er 2004 beim Internationalen Filmfest Oldenburg den „German Independence Award“ als Bester deutscher Film. Sein dritter Spielfilm „Schläft ein Lied in allen Dingen“ feierte 2009 in der Sektion Panorama der Internationalen Filmfestspiele von Berlin seine Weltpremiere.
Andreas Struck lebt und arbeitet in Berlin.

## Filmografie (Auswahl)

### Drehbücher
- 1999 – Chill Out
- 2004 – Walk on Water (Lalechet Al Hamaim), Co-Arbeit
- 2004 – Sugar Orange

### Regie
- 1993 – Night Sweetie (Kurzfilm)
- 1994 – Random Access (Kurzfilm)
- 1999 – Chill Out
- 2004 – Sugar Orange
- 2009 – Schläft ein Lied in allen Dingen (Sleeping Songs)

## Auszeichnungen
- 2004 – German Independence Award (Filmfest Oldenburg) für den Besten Deutschen Film
- 2004 – nominiert für den Grand Prix Asturias (Gijón International Film Festival) in der Rubrik Best Feature